# Sultan Dumalondong
Sultan Dumalondong est une localité de la province de Lanao du Sud, aux Philippines. En 2015, elle compte 11 298 habitants.